# مقاطعة لينكون (وايومنغ)
مقاطعة لينكون (بالإنجليزية: Lincoln County)‏ هي إحدى مقاطعات ولاية وايومنغ في الولايات المتحدة الأمريكية.